# Priwietnaja
Priwietnaja (ros. Приветная) – wieś (dieriewnia) w Rosji, w obwodzie omskim, w rejonie omskim. W 2021 liczyła 1523 mieszkańców.